# هارپاگون

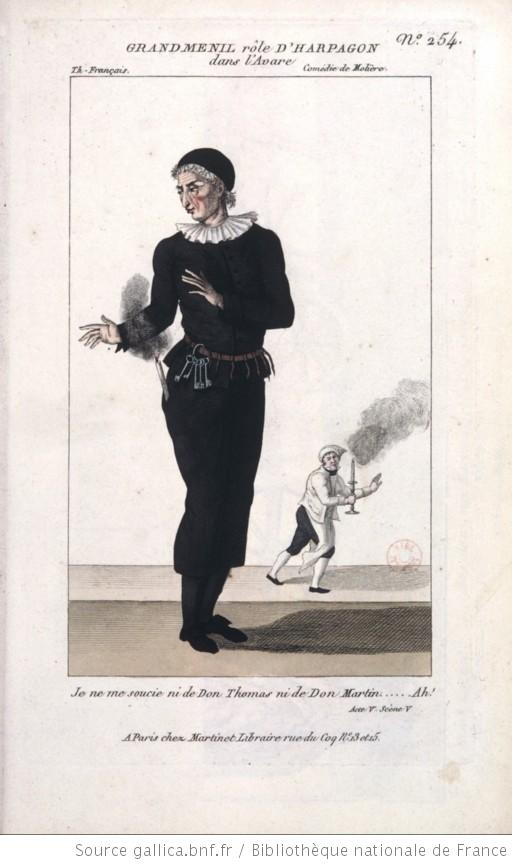
بازیگر نقش هارپاگون

هارپاگون (به فرانسوی: Harpagon) نام مشهورترین شخصیت نمایشی ژان باتیست پوکلن متخلص به مولیر، نویسنده فرانسوی در کمدی خسیس است.
هارپاگون شخصیت خسیسی است که مولیر با آفریدن وی خست را به بهترین وجهی تجسم بخشیده است. لئامت و صرفه جویی وی از چیزهای جزئی، خشونتش برای برتری، و ترسش از اینکه مبادا فریبش بدهند و لختش کنند خنده‌آور است. از طرف دیگر شخص نفرت‌انگیز و تأثرآوری می‌باشد، زیرا که وظایف پدری و تمام مهر و محبت خانوادگی را قربانی خستش می‌کند. مولیر برای بهتر نشان دادن و برجسته کردن خودپرستی و سودجویی هارپاگون وی را عاشق می‌کند، اما این عشق پیرانه نمایشی از خست است و جز آن چیزی نیست.

## خلاصهٔ داستان نمایش‌نامه
«هارپاگون» که نوکیسهٔ خسیس و رباخواری است، به دختر جوانی به نام «ماریان» دل می‌بازد هرچند او را ندیده است و نمی‌شناسد. در عین حال می‌خواهد دختر خودش «الیز» را بدون جهیز به ازدواج اصیل‌زادهٔ پیر و ثروتمندی درآورد. اما پسرش، «کلئانت»، که «ماریان» را دوست می‌دارد، با «والر»، برادر «ماریان»، که عاشق «الیز» است و به همین سبب پیشکار «هارپاگون» شده، هم‌دست می‌شود. «لافلش» نوکر «کلئانت»، جعبه هارپاگون حاوی ده‌هزار سکه را می‌دزدد. او این پول را به شرطی به «هارپاگون» پس می‌دهد که از ازدواج با «ماریان» منصرف شود. در پایان نمایش‌نامه «ماریان» با «کلئانت» و «الیز» با «والر» ازدواج می‌کنند.